# 1868 en musique classique
| \| • Retour à la chronologie générale de la musique classique • \| |
| Grèce • Rome • Haut Moyen Âge • VIIIe siècle • IXe siècle • Xe siècle • XIe siècle XIIe siècle • XIIIe siècle • XIVe siècle • XVe siècle • XVIe siècle • XVIIe siècle XVIIIe siècle • XIXe siècle • XXe siècle • XXIe siècle |
| • Retour à la chronologie générale de la musique classique • |

| Années en musique classique : 1865 - 1866 - 1867 - 1868 - 1869 - 1870 - 1871    |
| Décennies en musique classique : 1830 - 1840 - 1850 - 1860 - 1870 - 1880 - 1890 |

## Événements

### Créations
- 5 janvier : le Concerto pour violon no 1 (version révisée) de Max Bruch est créé Brême par Joseph Joachim (violon).
- 3 février : la Symphonie n° 1 de Tchaïkovski, "Rêves d'hiver", est créée à Moscou sous la direction de Nikolaï Rubinstein.
- 10 avril : la première version du Requiem Allemand de Johannes Brahms (morceaux 1-4, 6-7) est créée en la cathédrale de Brême [1].
- 11 avril : création de Fleur-de-thé, opéra bouffe de Charles Lecocq au Théâtre de l'Athénée, à Paris.
- 9 mai : la Symphonie no 1 d'Anton Bruckner est créée à Linz.
- 13 mai : le Concerto pour piano no 2 de Camille Saint-Saëns, créé à Paris, avec le compositeur au piano et Anton Rubinstein à la direction.
- 16 mai : Dalibor, opéra de Bedřich Smetana, créé au Nouveau Théâtre à Prague (Novoměstské divadlo )sous la direction du compositeur
- 21 juin : le compositeur allemand Richard Wagner présente son opéra Les Maîtres Chanteurs de Nuremberg au Théâtre de la Cour royale de Munich.
- 26 juillet : la Symphonie no 1 de Max Bruch est créée à Sondershausen.
- 30 septembre : première de L'Île de Tulipatan de Jacques Offenbach au Théâtre des Bouffes-Parisiens à Paris.

Date indéterminée
- Boris Godounov, opéra de Moussorgski (1868-1872).

### Autres
- Fondation de l'Académie de musique du Québec.

## Naissances

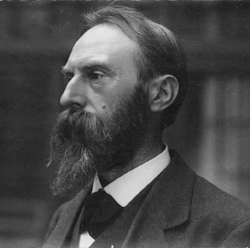
Lodewijk Mortelmans

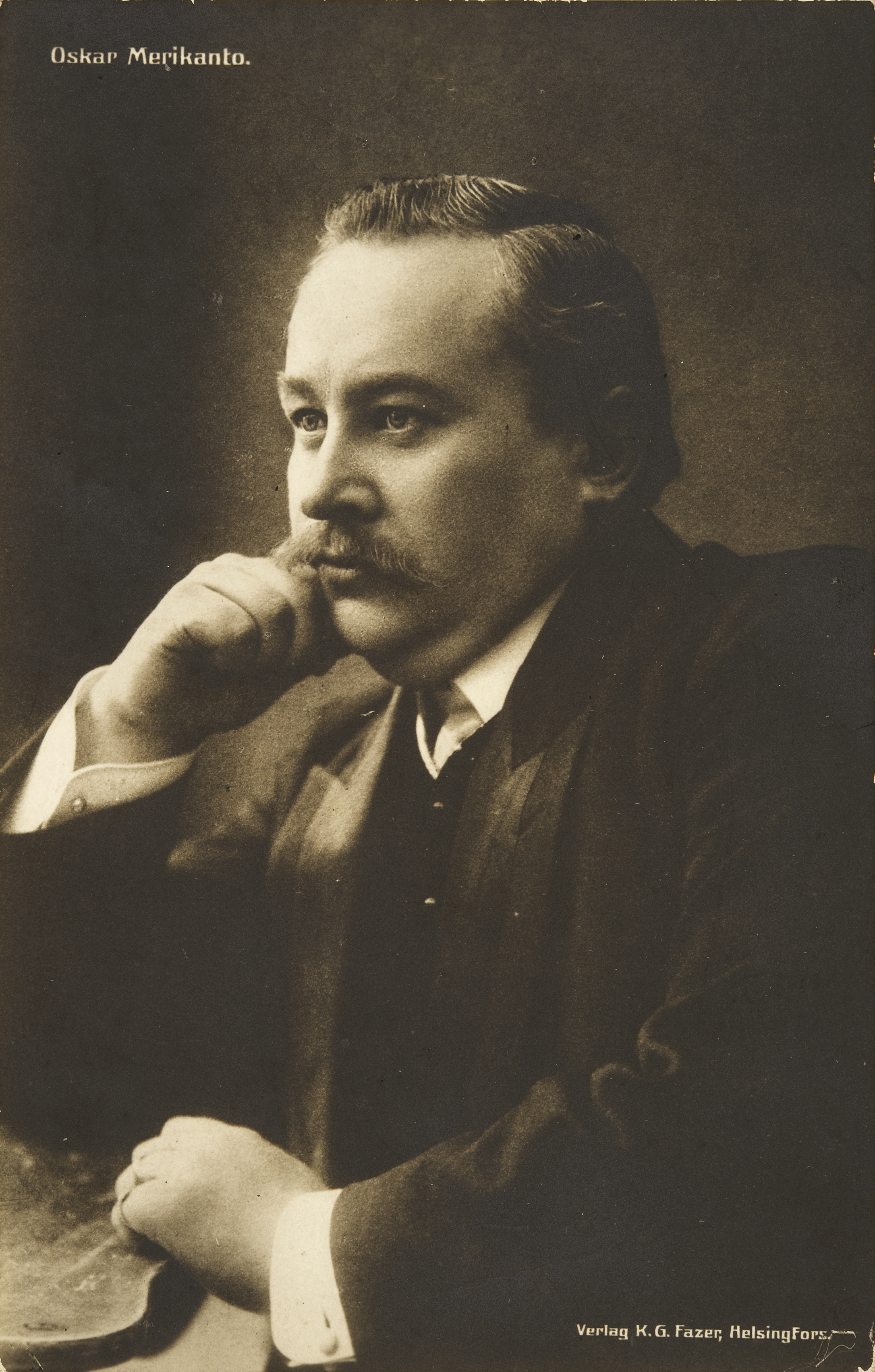
Oskar Merikanto

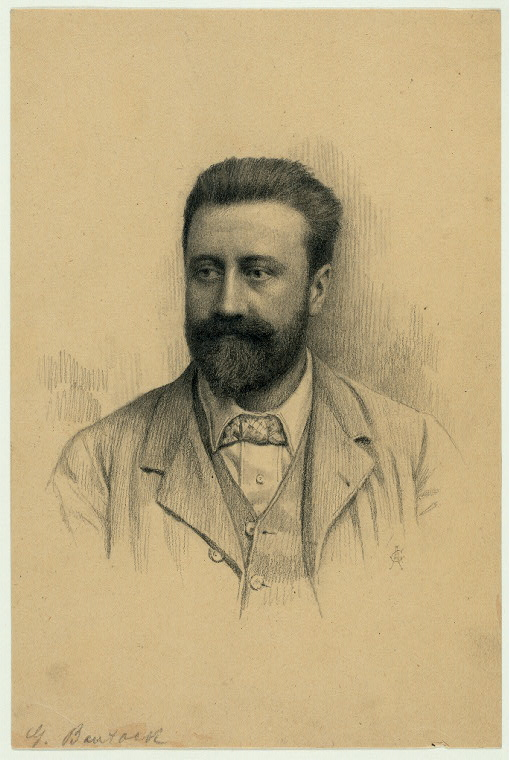
Granville Bantock

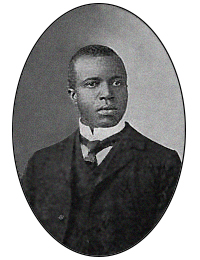
Scott Joplin

- 5 janvier : Matilda Sissieretta Joyner Jones, soprano afro-américaine († 24 juin 1932).
- 6 janvier : Vittorio Monti, compositeur italien († 20 juin 1922).
- 11 janvier : François Ruhlmann, chef d'orchestre belge († 8 juin 1948).
- 15 janvier : Johanna Müller-Hermann, compositrice autrichienne († 19 avril 1941).
- 18 janvier : Paul Miersch, violoncelliste et compositeur allemand naturalisé américain († 1er mars 1956).
- 25 janvier : Juventino Rosas, musicien et compositeur mexicain († 9 juillet 1894).
- 28 janvier : 
  - Julián Aguirre, pianiste et compositeur argentin († 13 août 1924).
  - Frederic Lamond, pianiste et compositeur écossais († 21 février 1948).
- 31 janvier : Fanny Flodin-Gustavson, pianiste et professeur de piano finlandaise († 4 mars 1954).
- 5 février : Lodewijk Mortelmans, compositeur flamand († 24 juin 1952).
- 9 février : Max Seiffert, musicologue allemand, éditeur de musique ancienne († 13 avril 1958).
- 26 février : Leonard Borwick, pianiste britannique († 15 septembre 1925).
- 8 mars : Georges Guiraud, organiste, violoncelliste et compositeur français († 11 mars 1928).
- 9 mars : Edgardo Cassani, compositeur, clarinettiste et chef d'orchestre italien († 28 septembre 1936).
- 22 mars : Hamish MacCunn, compositeur, pianiste et chef d'orchestre écossais († 2 août 1916).
- 13 avril : John Blackwood McEwen, compositeur écossais († 14 juin 1948).
- 15 avril : Signe Lund, compositrice et professeur de musique norvégienne († 6 avril 1950).
- 18 avril : Irene von Chavanne, cantatrice alto autrichienne († 26 décembre 1938).
- 22 avril : José Vianna da Motta, pianiste, enseignant, et compositeur portugais († 1er juin 1948).
- 27 mai : Marie Wittich, soprano allemande († 4 août 1931).
- 1er juin : Gisella Delle Grazie, compositrice italienne († après 1895).
- 18 juillet : Marius Lambert, compositeur français († 23 mai 1944).
- 19 juillet : Florence Foster Jenkins, soprano américaine († 26 novembre 1944).
- 25 juillet : Marcel Journet, artiste lyrique français († 6 septembre 1933).
- 5 août : Oskar Merikanto, pianiste, organiste, chef d'orchestre et pédagogue finlandais († 17 février 1924).
- 7 août : Granville Bantock, compositeur britannique († 6 octobre 1946).
- 14 août : Leone Sinigaglia, compositeur et alpiniste italien († 6 mai 1944).
- 16 août : Madeleine Jaeger, pianiste, compositrice et pédagogue française († 6 octobre 1905).
- 29 août : Georges Longy, hautboïste, chef d'orchestre et compositeur d'origine française († 30 mars 1930).
- 12 septembre : Jan Brandts Buys, compositeur néerlando-autrichien († 7 décembre 1933).
- 18 septembre : Ferdinand Joseph Moncorgé, comédien d'opérette français et tenancier de café († 17 novembre 1933).
- 26 septembre : Henry F. Gilbert, violoniste et compositeur américaine († 19 mai 1928).
- 27 octobre : Annie Patterson, organiste, professeur de musique, auteur, compositrice et arrangeur irlandaise († 16 janvier 1934).
- 13 novembre : Pierre Maurice, musicien et compositeur suisse († 25 décembre 1936).
- 24 novembre : Scott Joplin, pianiste et compositeur afro-américain de musique ragtime († 1er avril 1917).
- 28 novembre : Carl Frühling, compositeur autrichien († 25 novembre 1937).
- 13 décembre : Mario Sammarco, baryton italien († 24 janvier 1930).

## Décès

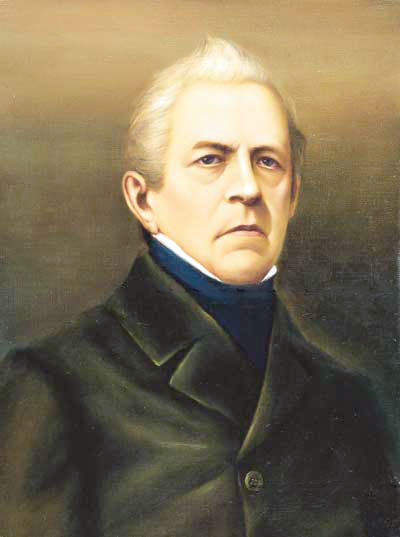
Franz Berwald

- 3 janvier : Moritz Hauptmann, compositeur allemand (° 13 octobre 1792).
- 18 février : Casimir Gide, compositeur, libraire et éditeur français (° 4 juillet 1804).
- 5 mars : Jules Mercier, Violoniste et chef d'orchestre français (° 23 août 1819).
- 3 avril : Franz Berwald, compositeur suédois (° 23 juillet 1796).
- 5 juin : Anselm Hüttenbrenner, compositeur et critique musical autrichien (° 13 octobre 1794).
- 15 juin : Marie von Stedingk, compositrice suédoise (° 31 octobre 1799).
- 17 juin : Alphonse Leduc, musicien, compositeur, professeur et éditeur de musique français (° 9 mars 1804).
- 11 août : Halfdan Kjerulf, compositeur norvégien (° 15 septembre 1815).
- 10 septembre : Franz (Anton Adam) Stockhausen, harpiste, pédagogue et compositeur allemand (° 1er septembre 1789).
- 17 septembre : Louis François Dauprat, corniste français (° 24 mai 1781).
- 6 octobre : Léon Kreutzer, compositeur et critique musical français (° 23 septembre 1817).
- 19 octobre : Antoine Bessems, violoniste et compositeur belge (° 6 avril 1809).
- 1er novembre : Jacques Bouffil, clarinettiste et compositeur classique français (° 14 mai 1783).
- 3 novembre : Germain Delavigne, dramaturge français (° 1er février 1790).
- 13 novembre : Gioachino Rossini, compositeur italien (° 29 février 1792).
- 25 novembre : Franz Brendel, critique musical, journaliste et musicologue allemand (° 26 novembre 1811).
- 14 décembre : Mario Aspa, compositeur italien (° 18 octobre 1795).